# Dengying
Dengying (kinesiska: 登瀛) är en ort i Kina. Den ligger i provinsen Shandong, i den östra delen av landet, omkring 330 kilometer öster om provinshuvudstaden Jinan. Antalet invånare är 4 140.
Närmaste större samhälle är Beizhai, 9,8 km norr om Dengying.